# Ramón María del Valle-Inclán
Ramón María del Valle-Inclán y de la Peña (Vilanova de Arousa, 28 ottobre 1866 – Santiago di Compostela, 5 gennaio 1936) è stato un poeta, scrittore e drammaturgo spagnolo.

## Biografia
Nasce in Galizia (1866), ma si trasferisce presto in Messico dove scrive su alcuni giornali e conosce il rinnovamento ispanoamericano. Tornato in Spagna, si stabilisce a Pontevedra e pubblica una raccolta di racconti di impostazione modernista Femeninas (1895) con sfumature erotiche e sataniche. 
Nel 1896 si trasferisce a Madrid, dove si unisce ad un gruppo di scrittori "bohemien". Lo si colloca (nonostante il suo iniziale periodo modernista) all'interno della cosiddetta Generazione del '98. Durante questo periodo Valle-Inclán si farà conoscere come una figura dagli atteggiamenti anticonformisti (specie contro gli schemi borghesi) ed eccentrica che esaltava un passato libero dalle contraddizioni del presente. 
All'inizio del Novecento pubblica i quattro romanzi che formano la serie delle Sonate: Sonata de otoño (1902), Sonata de estío (1903), Sonata de primavera (1904) e Sonata de invierno (1905). Questa serie avrà come protagonista il Marchese de Bradomìn, partigiano carlista che racconta le sue avventure amorose in quattro età diverse della sua vita ambientate in quattro diverse stagioni. Il personaggio è una specie di Don Giovanni, brutto, cattolico e sentimentale, ma “cinico, miscredente e galante come un cardinale del Rinascimento”. In vecchiaia si paragona a San Juan De La Cruz, ma in gioventù è cinico, si compiace delle proprie malefatte, e non critica le barbarie delle guerre carliste, ma le giustifica.

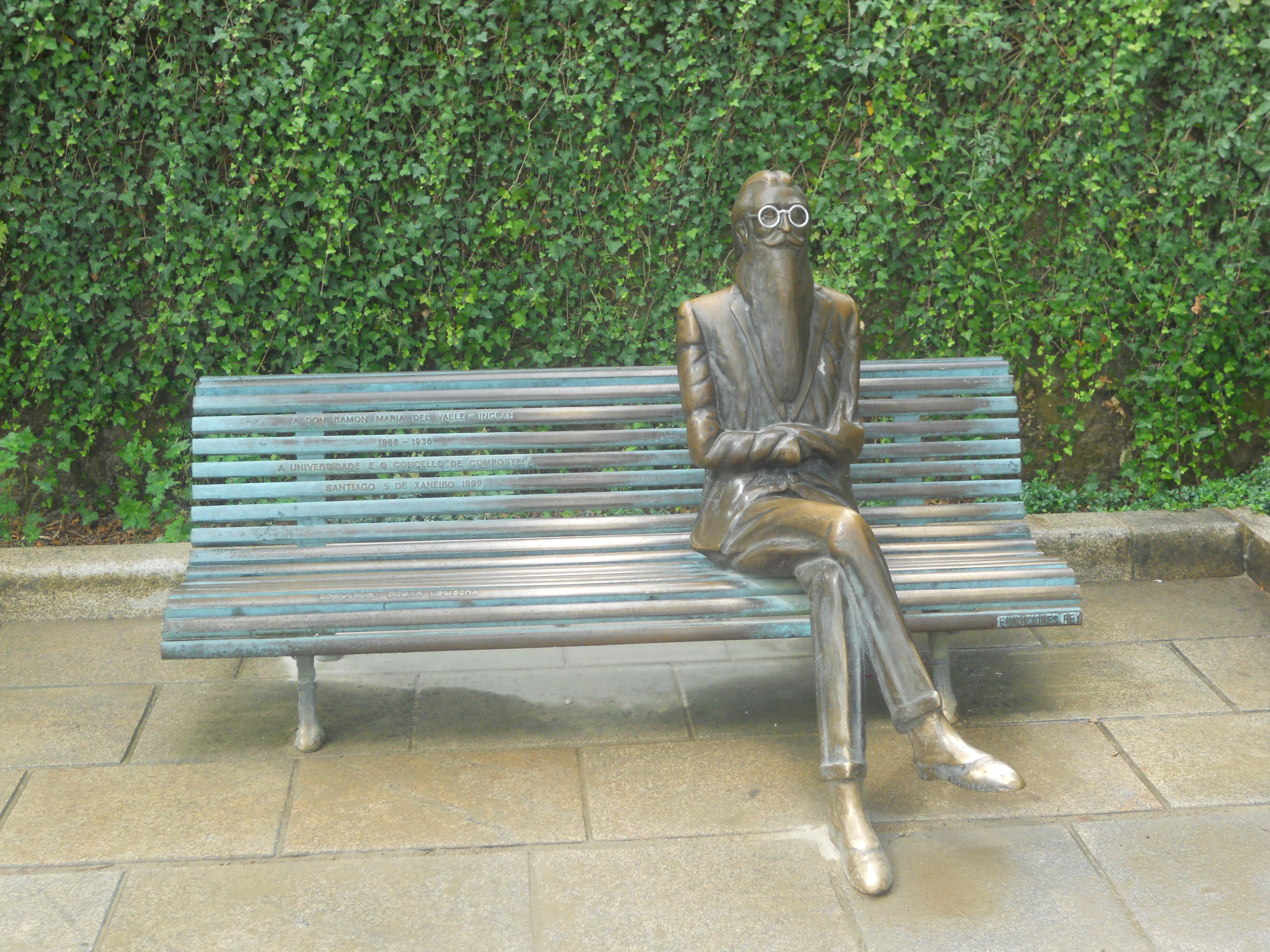
Statua dello scrittore nel Parque de Alameda, a Santiago di Compostela

Il primo successo teatrale di Valle-Inclán è l'adattamento teatrale de la Sonata de Otoño.
Successivamente viene pubblicata la trilogia Las Comedias barbaras, seguita nel 1907 da un'altra trilogia che tratta sulle guerre carliste, in cui ci sono personaggi che comparivano in altre opere, come Bradomin, e in cui emerge la sua politica nemmeno più totalmente carlista, in quanto utopica. 
A partire dagli anni Dieci scrive lavori teatrali d'ispirazione modernista, come la Farsa infantìl de la cabeza del dragòn (1914), seguita sucecssivamente dalla Farsa italiana de la enamorada del Rey (1920) e dalla Farsa y licencia de la Reina Castiza (1920); le tre commedie verranno poi riunite dall'autore nel Tablado de marionetas para educación de príncipes (1930). 
Dopo un altro viaggio in Sudamerica decide di dedicarsi all'agricoltura in Galizia, continuando però a scrivere. Allo scoppio della prima guerra mondiale Valle-Inclán si reca a vedere i luoghi degli scontri per poi scriverne le sue impressioni in un libro: La mezzanotte. Si dedica poi alla poesia e alle prime versioni di Luces de Bohemia, che viene pubblicato come libro solo nel 1934 con il sottotitolo di Esperpento, cioè assurdo, ridicolo. In questo libro viene trattato un genere nuovo, che fonde apparenza e realtà; per percepire il grottesco e tragico della condizione umana bisogna deformare la realtà.
Nel 1921 torna in Messico e si reca anche a L'Avana dove critica aspramente la borghesia e l'esercito spagnolo. Con il titolo Martes de Carneval riunisce tre opere teatrali il cui argomento principale è la critica e la ridicolizzazione dell'esercito. La lingua adottata subisce in questa opera alcune influenze latino-americane.
Nel 1926 scrive Tirano Banderas, in cui narra la caduta di un immaginario dittatore sudamericano, Santos Banderas, personaggio dispotico che mantiene il potere grazie all'oppressione. 
Nel 1931 appoggia la Seconda repubblica spagnola, e gli vengono attribuiti incarichi educativi. Nel 1933 va a Roma come direttore dell'Accademia di Spagna, ma si dimetterà dopo un anno. Nel 1935 ritornò in Spagna, a Santiago di Compostela, dove morì di cancro il 5 gennaio del 1936.

## Memorie

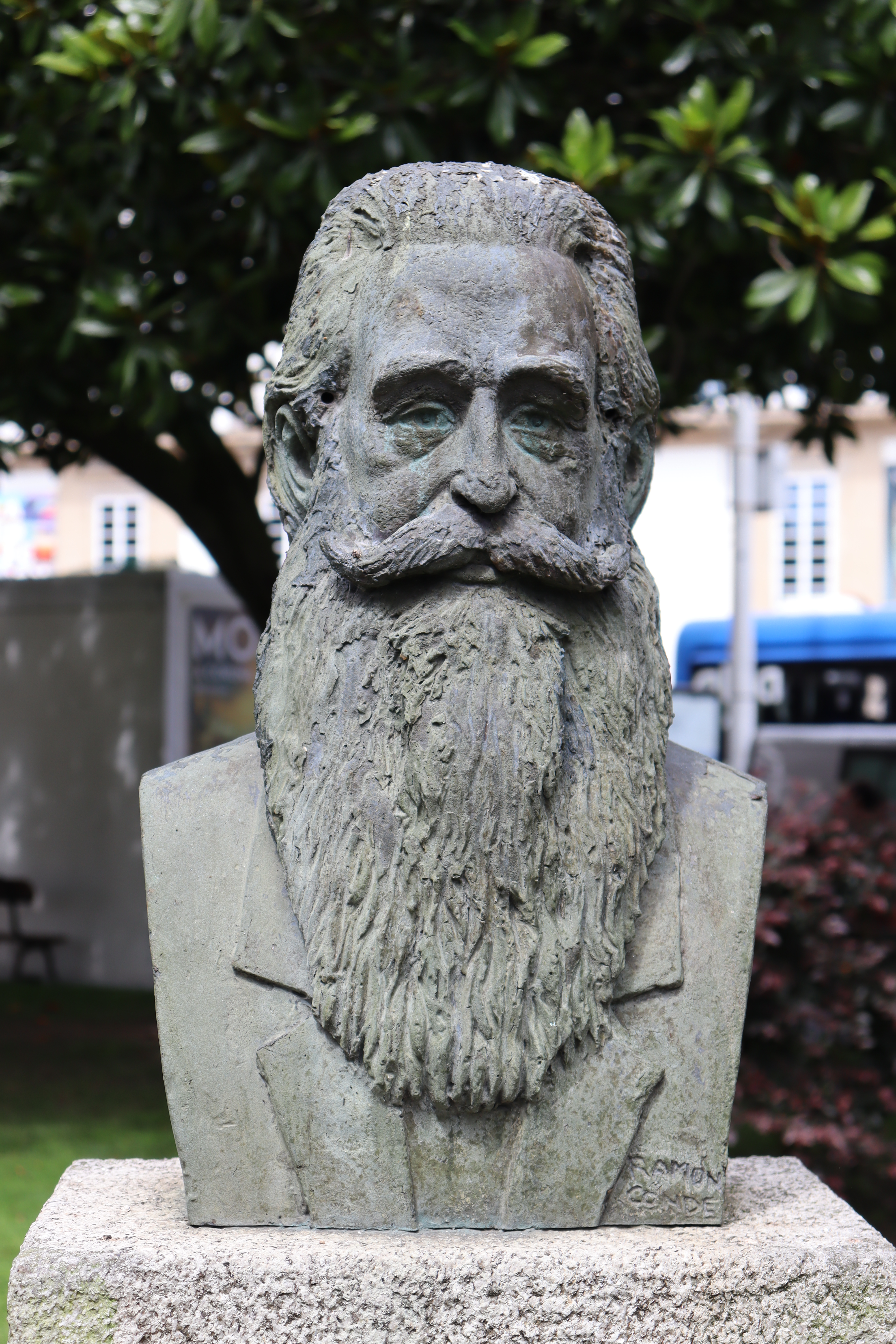
Busto di Valle-Inclán a La Coruña.

Alcune statue dedicate allo scrittore sono presenti nelle vie e nei parchi delle città spagnole di Madrid, Vigo, Ourense, Santiago di Compostela, Vilanova de Arousa e Pontevedra.
Un busto in bronzo è presente nella sede dell'Accademia reale di Spagna a Roma.